# Krasimir Stefanov
Krasimir Stefanov (in bulgaro Красимир Стефанов?; Plovdiv, 27 dicembre 1977) è un pallavolista bulgaro.
Ha giocato nel ruolo di opposto nell'Itas Diatec Trentino, squadra con la quale ha vinto la Champions League.

## Carriera
Krasimir inizia a praticare la pallavolo a livello agonistico all'età di 12 anni, e fino al 2001 milita in diverse squadre di Sofia, la capitale del suo paese d'origine. Le sue avventure all'estero iniziano militando nel Martigues, squadra della serie A francese. Nel 2004-2005 e nel 2006-2007 partecipa al campionato turco nelle file dello Ziraat Bankasi Ankara.

Nel 2007 viene acquistato dall'ambiziosa squadra montenegrina del Budvanska Rivijera Budva. Con questa formazione raggiunge discreti livelli di notorietà, grazie alla conquista del 3º posto nella Coppa CEV 2008, venendo anche riconosciuto come miglior realizzatore della Final Four.

Alla fine del 2008 approda in Italia, dove viene ingaggiato dalla squadra neo-campione dell'Itas Diatec Trentino. Attualmente è l'opposto di riserva, alle spalle del brasiliano Leandro Vissotto Neves.
Recentemente è stato acquistato dalla Pallavolo Pineto che milita nel campionato di serie A2 sempre nel ruolo di opposto.

Sposato e padre di una bambina, è diplomato in scienze motorie

## Palmarès
- 5 campionati bulgari: 1997, 1998, 2001, 2003, 2004
- 6 Coppe di Bulgaria: 1996, 1997, 1998, 2001, 2003, 2004
- 1 Champions League: 2009
- Coppa CEV 2008

Nel 2008 è stato premiato come miglior realizzatore della Final Four di Coppa CEV.